# Teofan Spovednik
Teofan Spovednik ali Teofan Homologet (srednjeveško grško Θεοφάνης Ομολογητής, latinizirano: Theofanes Omologetes, latinsko Theophanes Confessor), bizantinski aristokrat, kasneje menih, letopisec, zagovornik čaščenja svetih podob in svetnik, * 758/760, † 12. marec 817/818.

## Življenjepis
Teofan je bil rojen v Konstantinoplu v premožni plemiški družini častilcev ikon. Oče Izak je bil cesarski guverner črnomorskih otokov in je umrl, ko je imel Teofan komaj tri leta. O materi Teodori in njeni družini ni nič znanega. Po očetovi smrti ga je na svoj dvor sprejel bizantinski cesar Konstantin V. Kopronim (740-775) in poskrbel za njegovo šolanje. Teofan je imel pod njegovim pokroviteljstvom več dvornih položajev.
Pri dvanajstih letih se je poročil, vendar sta z ženo živela deviško življenje. Po smrti tasta leta 799 sta se ločila in se z vzajemno odločila za duhovno življenje. Ona je odšla v samostan na otoku blizu Konstantinopla, on pa v samostan Polihronij v okrožju Sigriano na azijski strani Marmarskega morja. Kasneje je dal na svoji zemlji na otoku Kalomio zgraditi samostan. 
Po šestih letih se je vrnil v Sigriano, kjer je ustanovil opatijo in postal njem opat. Kot opat se je udeležil Drugega ekumenskega nicejskega koncila leta 787 in podpisal sklep za obrambo čaščenja ikon.
Ko se je cesar Leon V. Armenec (813-820) začel boriti proti čaščenju ikon, je ukazal Teofana privesti v Konstantinopel. Cesar je brezuspešno poskušal doseči, da bi Teofan, v nasprotju s sklepom koncila, obsodil čaščenje ikon.  Teofana je dal zato vreči v ječo. Po dveh letih so ga izpustili in ga leta 817 pregnali na otok Samotrako, kjer je zaradi posledic trpljenja v ječi po sedemnajstih dneh umrl. 
Teofanu pripisujejo mnogo čudežev, ki so se zgodili po njegovi smrti, zato sta ga pravoslavna in rimskokatoliška cerkev razglasili za mučenca in svetnika.      

## Kronika
Teofan je na vztrajno zahtevo svojega prijatelja in letopisca Georgija Sinkela začel v letih 810-815 pisati nadaljevanje Sinkelove kronike. Uporabil je gradivo, ki ga je že pripravil Sinkel, verjetno pa tudi  izvlečke iz del Sokrata Sholastika, Sozomena  in  Teodoreta Kirskega, ki jih je naredil Teodor Lektor, in kroniko Konstantinopla. Ciril Mango trdi, da je Teofan h kroniki, ki nosi njegovo ime, prispeval bolj malo. Veliko večino dela je opravil Sinkel, Toefanova glavna zasluga pa je, da je obširno Sinkelovo gradivo preuredil v celoto. 
Teofanova kronika svetovnih dogodkov zajema dogodke od prihoda Dioklecijana na oblast leta 284, kjer se Sinkelova kronika konča, do padca Mihaela I. Rangaba leta 813. V kroniki so ohranjeni dogodki iz bizantinske zgodovine, ki bi se sicer izgubili. Jezik je nekje na sredi med togim cerkvenim in pogovornim grškim jezikom tistega časa. 
Kronika je sestavljena iz dveh delov: v prvem delu je zgodovina, urejena po letih, v drugem pa so  kronološke preglednice, ki so polne netočnosti.  Izgleda, da je Tofan preglednice samo pripravil in pustil prostore za letnice prazne. Letnice je kasneje vpisal nek drug letopisec. V kronologiji so poleg kolone z datumi po krščanskem koledarju tudi kolone z obdobji vladanja rimskih cesarjev, perzijskih kraljev in arabskih kalifov ter petih ekumenskih patriarhov. Sistem je precej zmeden in ima zato bolj majhno vrednost.  
Prvi del kronike kljub pomanjkanju kritičnosti in kronološki nenatančnosti, ki bi je od Teofana ne pričakovali, v veliki meri prekaša večino bizantinskih kronik. Teofanova kronika postane dragocena z vladavino Justina II. (565), za katero je za vire informacij uporabil dela Trajana Patricija in Teofila Edeškega, ki se niso ohranila. 
Teofanova kronika se je kot vir veliko uporabljala v kasnejših kronikah in latinski kompilaciji, ki jo je leta 873-875 pripravil papežev knjižničar Anastazij iz kronik patriarha Nikeforja I., Georgija Sinkela in Teofana za potrebe diakona Ivana v drugi polovici 9. stoletja, s čimer je postala znana tudi v zahodni Evropi. 
Ohranilo se je tudi Nadaljevanje kronike v šestih knjigah, ki zajema obdobje do leta 961. Napisali so ga številni, večinoma neznani avtorji, imenovani Theophanes Continuatus ali Scriptores post Theophanem (pisci po Teofanu), ki so delo opravili na zahtevo cesarja Konstantina VII. Porfirogeneta.

## Knjižne izdaje

### Kronika
- Editio princeps, Jacques Goar, Pariz, 1655.
- Combefis, Benetke, 1729, z razlagami in popravki.
- J. P. Migne, Patrologia Graeca, cviii, 108, kolone 55-1009.
- J. Classen, Corpus Scriptorum Histriae Byzantinae, Bonn. 1839–1841.
- C. de Boor, Leipzig, 1883–1885, z izčrpno razpravo o rokopisu, spopolnjenim  kazalom in  latinsko različico Anastasiusa Bibliothecariusa.
- Jules Pargoire, Saint Theophane le Chronographe et ses rapports avec saint Theodore studite, VizVrem, ix., St. Petersburg, 1902.

### PrevodiKronike
- Феофан Исповедник. Летопись византийца Феофана. Полная версия. СПб., 1884.
- Чичуров, И. С., Византийские исторические сочинения: Хронография, Феофана, Бревиарий Никифора. Тексты, переводы, коментарии. М., 1980.
- The Chronicle of Theophanes Confessor, Byzantine and Near Eastern History AD 284-813. Cyril Mango in Roger Scott, Oxford, 1997.

### Nadaljevanje Kronike
- J. P. Migne, Pair. Gr., cix.
- I. Bekker, Bonn Corpus Scriptorum Hist. Byz. (1838).